# Fórmula mágica

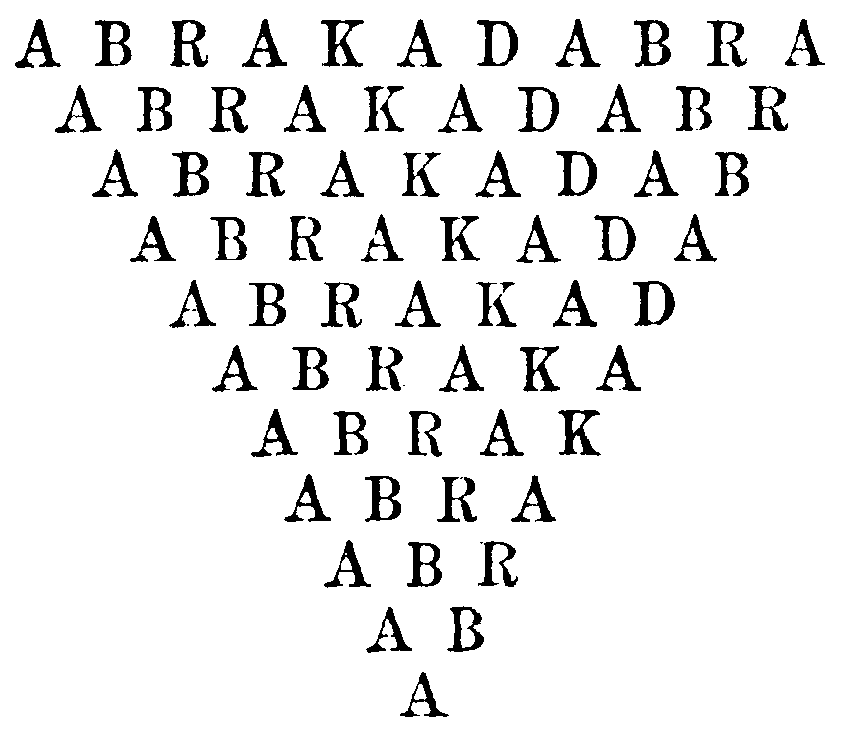
Representação de um triangulo invertido da célebre fórmula mágica «abracadabra».

Fórmula mágica é, geralmente, uma palavra ou frase, cujo significado ilustra princípios e graus de entendimento que são geralmente díficeis de substituir usando outras formas de fala ou escrita. É um meio conciso para comunicar informações muito abstratas por meio de uma palavra ou frase.
Essas palavras geralmente não têm qualquer significado intrínseco dentro ou nelas mesmas, e têm por objetivo constituir-se como atos de fala. Entretanto, quando desconstruídas, cada letra individual pode referir-se a algum conceito universal encontrado no sistema que a fórmula aparece. Adicionalmente, agrupando certas letras, será possível mostrar sequências significativas que são consideradas de valor para o sistema espiritual que as utiliza (por ex.: hierarquias espirituais, dados historiográficos ou estágios psicológicos). Muitos podem ser entendidos somente usando várias técnicas literais cabalísticas, tais como gematria, isopsephia, temurah e notariqon.
A potência da fórmula é entendida e feita útil pelo magista somente através de meditação prolongada no seu nível de significado. Uma vez que ela tenha sido interiorizada pelo magista, ele pode então utilizar a fómula para o seu efeito máximo.